# Tommy Guerrero
Tommy Guerrero (né le 9 septembre 1966) est un skateboarder professionnel américain, propriétaire d'une entreprise et musicien.

## Biographie
Guerrero est né à San Francisco, Californie, États-Unis. Il est de descendance Ohlone, chilienne et philippine du côté de son père .

## Carrière professionnelle
Adolescent, Guerrero était l'un des membres éminents de la Bones Brigade, l'équipe professionnelle de skateboard de Powell Peralta qui a connu du succès dans les années 1980. Il était bien connu pour son style décontracté de street et ses séquences avec la Bones Brigade ont été principalement tournées dans sa ville natale de San Francisco - les vidéos Future Primitive, The Search for Animal Chin, Public Domain et Ban This comportent toutes des séquences de skateboard de Tommy Guerrero. Après avoir roulé pour Powell Peralta, Guerrero et Jim Thiebaud, un ami de la ville natale et coéquipier de Powell Peralta, ont créé la société de skateboard Real.   

## Carrière musicale
Après son succès dans le monde du skateboard, Guerrero a décidé de poursuivre dans la musique et a été membre du groupe de skate rock Free Beer et du groupe instrumental post-rock Jet Black Crayon. La musique de Guerrero se confronte à plusieurs genres, dont le rock, le hip hop, le funk, la soul et le jazz. 
L'une des chansons de Guerrero, Organism, a été présentée dans le jeu vidéo Tony Hawk's American Wasteland de Tony Hawk. 
En 2004, le magazine  Rolling Stone a nommé le troisième album studio de Guerrero Soul Food Taqueria (2003), no 2 sur sa liste Best Of de 2003.

### Albums
- 1998 : Loose Grooves & Bastard Blues
- 2000 : A Little Bit Of Somethin'
- 2003 : Soul Food Taqueria
- 2006 : From The Soil To The Soul
- 2008 : Return of the Bastard
- 2011 : Lifeboats & Follies
- 2012 : No Man's Land   - (enregistré au Japon)
- 2013 : The Composer Series – Vol. 4 (2xCD)[2],[3]
- 2015 : Perpetual (enregistrement numérique)
- 2018 : Road to Knowhere

### Singles
- 1995 : Backintheday
- 2001 : Junk Collector
- 2001 : Rusty Gears Lonely Years / Organism
- 2004 : Gettin 'It Together

### Eps
- 2002 : backintheDay + fotraque 7inch
- 2005 : ear of the Monkey

### Concept album
- 2010 : Living Dirt

### Collaborations
- 2000 : Hoy Yen Ass'n (collaboration avec l'ancien membre de Jet Black Crayon Gadget)
- 2001 : Guerrero y Gonzales - (What It Isn't) (collaboration avec Mark Gonzales, sorti au Japon)
- Guerrero a également compilé et mixé un album de mixage DJ pour la série Late Night Tales / Another Late Night d'Azuli Records : Another Late Night: Tommy Guerrero.
- 2007 : Projet Blktop (collaboration avec Ray Barbee, Matt Rodriguez, Doug Scharin et Chuck Treece)
- 2009 : Lord Newborn et The Magic Skulls (collaboration avec Money Mark et Shawn Lee)
- 2009 : Projet Blktop - Lane Change (collaboration avec Ray Barbee, Matt Rodriguez, Doug Scharin et Chuck Treece)
- 2016 : Projet Blktop - Concrete Jungle